# 集団脱営事件
集団脱営事件（しゅうだんだつえいじけん）とは1908年（明治41年）に起きた第16師団および第1師団の兵士による脱走事件である。いずれもアノミーを象徴した事件である。

## 第16師団による脱走事件
1908年1月に第16師団に所属する古参兵十数名に対して曹長が新兵と同様に叱咤したため古参兵の一人が命令に背き、曹長に殴打されたためそれがきっかけとなり兵士が外出日に酒を飲んでそのまま帰営せず抗議の意志を示した。
兵士は翌日、京都市の先斗町で取り押さえられるという未曾有の出来事となった。
第1師団による脱走事件が起きた直後に大阪に駐屯する兵士数十名が兵営の裏門から脱走する事件が起きた。
兵士らは早く日課が終わったため酒盛りをし、大声で騒いでいたため下士官に叱咤されたのでそれに反発し、外で飲み直すために脱走したのである。

## 第1師団による脱走事件
1908年3月3日、第1師団に所属する兵士32が過酷な射撃演習に耐えかね、戸山にある演習場からそのまま大隊長に直訴しようとしたものの大隊長の家が発見できず一夜を明かしてしまった事件である。
旧軍軍事制度史研究家・茨城大学教授の大江志乃夫が，この事件を題材にして，小説「凩の時」を1985年に筑摩書房から発刊し，話題になった。

## 原因
竹山護夫らは集団脱営事件をアノミーを象徴した事件であるとしている。日露戦争で勝利したため国家目標が喪失しそれを共有することで保たれていた一体感などが弱まったとしている。国民全体が弛緩して意欲減退、無気力感が蔓延し規律と秩序を体現している軍隊にも現れたためアノミーは浸透したとしている。